# Dayaris Mestre
Dayaris Rosa Mestre Álvarez (ur. 20 listopada 1986) – kubańska judoczka. Dwukrotna olimpijka. Zajęła dziewiąte miejsce w Londynie 2012 i piąte w Rio de Janeiro 2016. Walczyła w wadze ekstralekkiej.
Piąta na mistrzostwach świata w 2014,  siódma w 2013, dziewiąta w 2010; uczestniczka zawodów w 2011 i 2015. Zdobyła brązowy medal w drużynie w 2013. Startowała w Pucharze Świata w 2010, 2012 i 2016. Złota medalistka igrzysk panamerykańskich w 2015 i srebrna w 2011. Triumfatorka igrzysk Ameryki Środkowej i Karaibów w 2006 i 2014. Zdobyła osiem medali na mistrzostwach panamerykańskich w latach 2006 - 2016. Trzecia na uniwersjadzie w 2013 roku.

## Letnie Igrzyska Olimpijskie 2012
| Konkurencja | Eliminacje              | Eliminacje            | Klas. końcowa |
| Konkurencja | Przeciwnik I            | Przeciwnik II         | Miejsce       |
| ----------- | ----------------------- | --------------------- | ------------- |
| 48 kg       | Natalija Komowa (RUS) Z | Alina Dumitru (ROU) P | 9.            |

## Letnie Igrzyska Olimpijskie 2016
| Konkurencja | Eliminacje                      | Eliminacje             | Eliminacje            | Finały                  | Finały                          | Klas. końcowa |
| Konkurencja | Przeciwnik I                    | Przeciwnik II          | 1/4                   | 1/2                     | o 3. miejsce                    | Miejsce       |
| ----------- | ------------------------------- | ---------------------- | --------------------- | ----------------------- | ------------------------------- | ------------- |
| 48 kg       | Asaramanitra Ratiarison (MAD) Z | Julia Figueroa (ESP) Z | Sarah Menezes (BRA) Z | Jeong Bo-kyeong (KOR) P | Galbadrachyn Otgonceceg (KAZ) P | 5.            |